# Astrium
Astrium 是歐洲航空國防航天公司（EADS）下属的子公司，致力于军工系统与航天系统研发业务。目前在法国，德国，英国，荷兰和西班牙拥有员工15000名。2008年达到4.3亿欧元的营业额，是欧洲第一，世界第三大航天企业。